# Boxweltmeisterschaften 2015
Die 18. Boxweltmeisterschaften fanden vom 5. bis zum 15. Oktober 2015 in Doha, der Hauptstadt des Emirats Katar, statt. Es waren die ersten Boxweltmeisterschaften im Mittleren Osten. Austragungsort war die 2014 eröffnete Ali Bin Hamad Al Attiya Arena. Gemeldet waren 260 Boxer aus 73 Ländern, davon 94 aus Europa, 66 aus Asien, 51 aus Amerika, 32 aus Afrika und 17 aus der Region von Ozeanien. Bei der WM wurden 23 Plätze zur Teilnahme an den Olympischen Sommerspielen 2016 vergeben.
Der Austragungsort Doha war 2013 vom Exekutivkomitee der AIBA in Südkorea beschlossen worden. Maskottchen war ein Fuchs namens „Majed“, arabisch für „Edel“, ein seltenes Tier in Katar.
Das Logo wurde in traditionellen katarischen Farben gehalten und der Nationalflagge des Landes nachempfunden. Es zeigt den Umriss eines Boxers in Weiß, auf bordeauxrotem Untergrund und mit gelber Beschriftung. Gelb soll dabei den Wüstensand symbolisieren.

## Vorrunde
In der Vorrunde fanden am 6. und 7. Oktober insgesamt 83 Kämpfe statt, von denen 79 durch Punkte und 4 durch K. o. bzw. T.K.o. entschieden wurden. Dabei kam es unter anderem bereits zum Ausscheiden des WM-Bronzegewinners Mykola Buzenko und des amtierenden Vize-Europameisters Qais Ashfaq. Thulasi Tharumalingam und Hakan Nuraydin erzielten gegen Kagiso Bagwasi bzw. Džemal Bošnjak die ersten katarischen Box-WM-Siege in der Geschichte des Emirats.

## Achtelfinale
Am 8. und 9. Oktober fanden die insgesamt 80 Achtelfinalkämpfe statt. 76 der Duelle endeten durch Punkteentscheidung und 3 durch K. o. bzw. T.K.o. Der Schwergewichtskampf zwischen dem Brasilianer Juan Nogueira und dem Kasachen Wassili Lewit endete durch Walkover (W.o.), da Nogueira verletzungsbedingt nicht antreten konnte und Lewit somit kampflos ins Viertelfinale einzog. Im Achtelfinale kam es bereits zum Ausscheiden einiger der Topfavoriten, darunter des aktuellen Militärweltmeisters Qairat Jeralijew, des olympischen Medaillengewinners Evaldas Petrauskas, der amtierenden Europaspiele-Gewinner Bachtowar Nasirow und Teymur Məmmədov, des amtierenden Europameisters Daniel Assenow, des aktuellen Panamerikaspiele-Siegers Joselito Velásquez sowie des aktuellen Afrikameisters Mohamed Arjaoui. Das Team der USA kam ebenfalls nicht über diese Runde hinaus, nachdem zwei Starter bereits in der Vorrunde und zwei weitere im Achtelfinale ausschieden.

## Viertelfinale
Die 40 Viertelfinalkämpfe, bei denen es um den Einzug in die Medaillenränge ging, fanden am 10. Oktober statt. 39 Duelle endeten durch Punktwertung und nur einer durch T.K.o., als der Engländer und amtierende Vize-Europameister Muhammad Ali vom Aserbaidschaner und aktuellen Europaspiele-Gewinner Elvin Məmişzadə in der zweiten Runde besiegt wurde. Rogen Ladon schaffte als erster Philippiner seit acht Jahren den Halbfinaleinzug bei einer WM, Hosam Bakr Abdin als erster Ägypter seit zehn Jahren. Ausgeschieden sind unter anderem die Europaspielesieger Joseph Cordina und Collazo Sotomayor, die Europameister Eimantas Stanionis, Pjotr Chamukow und Filip Hrgović, die olympischen Medaillengewinner Vincenzo Mangiacapre und Ädilbek Nijasymbetow, der amtierende Weltmeister Schänibek Älimchanuly und der Olympiasieger Roniel Iglesias. Die meisten Halbfinaleinzüge schafften Kuba mit sieben, Usbekistan mit sechs und Russland mit fünf Boxern.

## Halbfinale
Am 11. und 12. Oktober fanden die 20 Halbfinalkämpfe statt, von denen nur einer durch T.K.o endete. Dabei war der amtierende Vize-Weltmeister Mohamed Flissi vom Europaspiele-Gewinner Elvin Məmişzadə noch in der ersten Runde entscheidend getroffen worden. Die 20 Finaleinzüge schafften sechs Kubaner, drei Russen, drei Usbeken, jeweils zwei Aserbaidschaner, Iren und Kasachen, sowie ein Marokkaner und ein Franzose. Mohammed Rabii schaffte als erster Marokkaner der Geschichte den Einzug in ein Box-WM-Finale. Tony Yoka wurde zum ersten französischen Boxer in einem WM-Finale seit 2003.

## Finale
Die 10 Finalkämpfe wurden am 14. und 15. Oktober ausgetragen. 9 Kämpfe endeten durch Punkteurteil und ein Kampf durch T.K.o., als im Leichtgewicht der Aserbaidschaner Albert Selimow vom Kubaner Lázaro Álvarez in der zweiten Runde besiegt wurde. Erster Weltmeister wurde der Kubaner Joahnys Argilagos im Halbfliegengewicht. Er besiegte dabei den amtierenden Europameister Wassili Jegorow aus Russland 3:0, wobei auch ein Niederschlag des Kubaners in der dritten Runde nichts am Punkteurteil änderte. Michael Conlan aus Irland setzte sich in seinem Finalkampf im Bantamgewicht gegen den Usbeken Murodjon Ahmadaliyev 3:0 durch und wurde damit erster irischer Amateur-Boxweltmeister der Sportgeschichte. Auch Conlan musste in der dritten Runde einen schweren Niederschlag hinnehmen. Der Marokkaner Mohammed Rabii konnte sich als erster Boxer der Sportgeschichte seines Landes eine WM-Goldmedaille sichern. Er schlug dabei im Weltergewichts-Finale den Weltmeister von 2013, Danijar Jeleussinow aus Kasachstan 3:0. Mit dem Superschwergewichtler Tony Yoka gewann auch erstmals seit 2003 wieder ein Franzose eine WM-Goldmedaille. Er hatte dabei den Kasachen Iwan Dytschko 3:0 geschlagen.

## Medaillengewinner
| Klasse                              | Gold                           | Silber                            | Bronze                                                      |
| ----------------------------------- | ------------------------------ | --------------------------------- | ----------------------------------------------------------- |
| Halbfliegengewicht (– 49 Kilogramm) | Joahnys Argilagos Kuba         | Wassili Jegorow Russland          | Rogen Ladon Philippinen Dmytro Samotajew Ukraine            |
| Fliegengewicht (– 52 Kilogramm)     | Elvin Məmişzadə Aserbaidschan  | Yosvany Veitía Kuba               | Hu Jianguan Volksrepublik China Mohamed Flissi Algerien     |
| Bantamgewicht (– 56 Kilogramm)      | Michael Conlan Irland          | Murodjon Ahmadaliyev Usbekistan   | Shiva Thapa Indien Dsmitryj Assanau Belarus                 |
| Leichtgewicht (– 60 Kilogramm)      | Lázaro Álvarez Kuba            | Albert Selimow Aserbaidschan      | Elnur Abduraimov Usbekistan Robson Conceição Brasilien      |
| Halbweltergewicht (– 64 Kilogramm)  | Witali Dunaizew Russland       | Fazliddin Gʻoibnazarov Usbekistan | Yasniel Toledo Kuba Wuttichai Masuk Thailand                |
| Weltergewicht (– 69 Kilogramm)      | Mohammed Rabii Marokko         | Danijar Jeleussinow Kasachstan    | Pərviz Bağırov Aserbaidschan Liu Wei Volksrepublik China    |
| Mittelgewicht (– 75 Kilogramm)      | Arlen López Kuba               | Bektemir Meliqoʻziyev Usbekistan  | Hosam Abdin Ägypten Michael O’Reilly Irland                 |
| Halbschwergewicht (– 81 Kilogramm)  | Julio César La Cruz Kuba       | Joe Ward Irland                   | Elshod Rasulov Usbekistan Pawel Siljagin Russland           |
| Schwergewicht (– 91 Kilogramm)      | Jewgeni Tischtschenko Russland | Erislandy Savón Kuba              | Heworh Manukjan Ukraine Abdulqədir Abdullayev Aserbaidschan |
| Superschwergewicht (+ 91 Kilogramm) | Tony Yoka Frankreich           | Iwan Dytschko Kasachstan          | Bahodir Jalolov Usbekistan Joseph Joyce England             |

## Medaillenspiegel
| Rang | Land                | Gold | Silber | Bronze | Gesamt |
| ---- | ------------------- | ---- | ------ | ------ | ------ |
| 1    | Kuba                | 4    | 2      | 1      | 7      |
| 2    | Russland            | 2    | 1      | 1      | 4      |
| 3    | Aserbaidschan       | 1    | 1      | 2      | 4      |
| 4    | Irland              | 1    | 1      | 1      | 3      |
| 5    | Frankreich          | 1    | 0      | 0      | 1      |
| 5    | Marokko             | 1    | 0      | 0      | 1      |
| 7    | Usbekistan          | 0    | 3      | 3      | 6      |
| 8    | Kasachstan          | 0    | 2      | 0      | 2      |
| 9    | Ukraine             | 0    | 0      | 2      | 2      |
| 9    | Volksrepublik China | 0    | 0      | 2      | 2      |
| 11   | Thailand            | 0    | 0      | 1      | 1      |
| 11   | Belarus             | 0    | 0      | 1      | 1      |
| 11   | England             | 0    | 0      | 1      | 1      |
| 11   | Philippinen         | 0    | 0      | 1      | 1      |
| 11   | Indien              | 0    | 0      | 1      | 1      |
| 11   | Brasilien           | 0    | 0      | 1      | 1      |
| 11   | Ägypten             | 0    | 0      | 1      | 1      |
| 11   | Algerien            | 0    | 0      | 1      | 1      |
|      | Total               | 10   | 10     | 20     | 40     |